# Schönrain (Naturschutzgebiet)
Der Schönrain ist ein mit Verordnung des Regierungspräsidiums Stuttgart vom 1. Oktober 1973 ausgewiesenes Naturschutzgebiet (NSG-Nummer 1.044) im Gebiet der Gemeinde Neckartenzlingen im Landkreis Esslingen in Baden-Württemberg.

## Lage und Schutzzweck
Das 7,1 Hektar (ha) große Naturschutzgebiet gehört zum Naturraum Mittleres Albvorland und liegt an einem rechtsseitigen Steilhang des Neckars zwischen 305 m und 325 m über NN südlich der Gemeinde Neckartenzlingen. Das NSG wird vollständig umschlossen vom Landschaftsschutzgebiet Nr. 1.16.054 Neckar-, Erms- und Autmuttal im Verwaltungsraum Neckartenzlingen. 
Große Teile des Hangs werden seit Jahrhunderten beweidet, auch heute trägt der Hang eine teilweise von Gebüsch und Wacholder (Juniperus communis) durchsetzte Schafweide, die überwiegend aus dem Silberdistel-Weiderasen (Carlino-Kosleristum) besteht. Eine floristische Besonderheit des Schönrain ist das bedeutendste Vorkommen in Baden-Württemberg der vom Aussterben bedrohten Herbst-Schraubenstendel oder Herbst-Drehwurz (Spiranthes spiralis). Erhalten und gefördert werden soll außerdem der Bestand an gehölzfreien Magerrasen mit einer großen, natürlich vorhandenen Standortvielfalt. Der Hang wird inzwischen wieder intensiv mit Ziegen und Schafen beweidet und darüber hinaus vom Schwäbischen Albverein jährlich gepflegt und betreut.